# Cyclopsitta
Cyclopsitta é um género de papagaio da família Psittacidae.
Este género contém as seguintes espécies:
- Cyclopsitta gulielmitertii
- Cyclopsitta diophthalma